# ATP Challenger Fès
Das ATP Challenger Fès (offiziell: Morocco Tennis Tour Fès) war ein Tennisturnier, das 2007 einmalig in Fès, Marokko, stattfand. Es gehörte zur ATP Challenger Tour und wurde im Freien auf Sand gespielt.

## Liste der Sieger

### Einzel
| Jahr | Sieger       | Finalgegner      | Ergebnis        |
| ---- | ------------ | ---------------- | --------------- |
| 2007 | Peter Luczak | Juri Schtschukin | 6:2, 6:73, 7:61 |

### Doppel
| Jahr | Sieger                                 | Finalgegner                 | Ergebnis |
| ---- | -------------------------------------- | --------------------------- | -------- |
| 2007 | Serhij Stachowskyj Orest Tereschtschuk | Rabie Chaki Mounir El Aarej | 6:3, 6:3 |